# Sechura

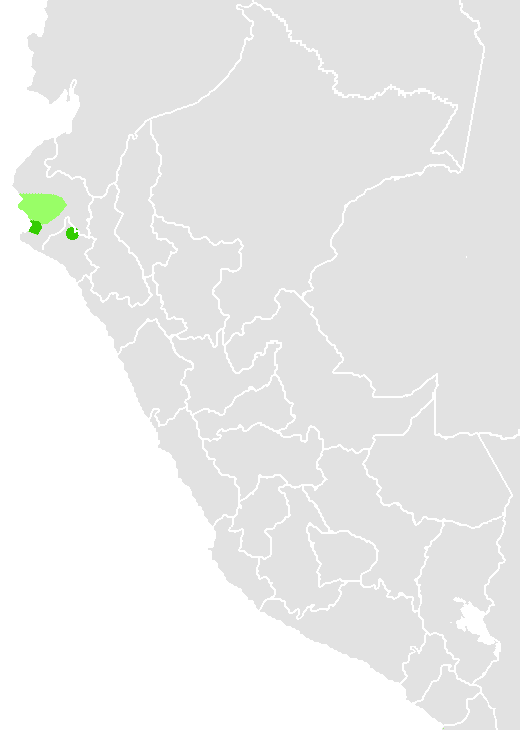
Localització de la zona on es parlava aquesta llengua.

El sec o sechura és una llengua ja extinta originari de la província peruana de Sechura a la costa nord del Perú. Es considera que podria pertànyer a una hipotètica família de llengües tallán-sechura. Sembla que es va extingir a començaments del segle xx.
D'acord amb la Coronica Moralizadora del pare agustí Antonio de la Calancha, era un dels tres que es parlaven al nord del que ara és la República del Perú, que inclou el quingnam i el mochica. S'aprecia en topònims com Piura, Sechura, Tangarará, Talés, etc. L'única documenació és una llista de paraules de 1863 de Richard Spruce, El bisbe Baltasar Jaime Martínez Compañón (1782-1790) va compilar una llista de paraules en les llengües del bisbat de Trujillo, en la qual s'inclou una trentena de paraules en sechura.

## Classificació
El sechura és massa poc conegut per classificar-lo definitivament. Kaufman assenyala que la connexió entre sechura i les llengües catacaoanes és probable i està recolzada en evidències lèxiques.

### Família dek
Rivet agrupa sechura i tallán junts sota el mateix nom "Sek" quan els compara amb les llengües catacaoques. En comparar llistes de paraules de sechura i tallán, Torero troba sis probables cognats entre els dos:
| Tallán     | Tallán    | Sechura | Sechura    |
| ---------- | --------- | ------- | ---------- |
| aigua      | xoto      | tujut   | riu        |
| fill/filla | ños-ma    | ños-ñi  | fill/filla |
| llum       | yura      | yoro    | sol        |
| platja     | coyu roro | roro    | mar        |
| dona       | cucatama  | cuctum  | dona       |
| peix       | xuma      | jum     | peix       |

Tanmateix, Glottolog diu que les dades no són convincents.

## Vocabulari

### Martínez Compañón (1782-1790)
A continuació es mostren les paraules sechura d'un manuscrit (actualment a Madrid) del bisbe Martínez Compañón (1782-1790). Hi ha una altra còpia del manuscrit conservat a Bogotà, que Urban (2019) considera actualment menys fiable i no l’original.

### Spruce (1863)
A continuació es mostra la llista de paraules de sechura de Richard Spruce el 1863, tal com la transcriu Matthias Urban (2015). Algunes transcripcions són incertes, amb transcripcions alternatives després de punts i coma.
| glossa                | Sechura                |
| --------------------- | ---------------------- |
| ‘home’                | recla                  |
| ‘dona’                | cucatama               |
| ‘fill o filla’        | ñosma                  |
| ‘gos’                 | tono                   |
| ‘falcó’               | kilkil                 |
| ‘serp’                | kon’mpar               |
| ‘llangardaix’         | ludac                  |
| ‘peix’                | xuma                   |
| ‘cap’                 | teuma                  |
| ‘estòmac’             | puesa                  |
| ‘peu’                 | lava                   |
| ‘ull’                 | uchi                   |
| ‘nas’                 | chuna                  |
| ‘boca’                | collo                  |
| ‘escoltar’            | tapa; fapa             |
| ‘aigua’               | xoto                   |
| ‘llum’                | yura                   |
| ‘dacsa’               | llumash                |
| ‘patata dolça’        | chapru                 |
| ‘carretera’           | yuvirma                |
| ‘vine aquí!’          | xoroc tima; xoroc tema |
| ‘estigues quiet!’     | neshi                  |
| ‘acompanyar’          | uchan; uchau           |
| ‘no’                  | shushca                |
| ‘sí’                  | yé                     |
| ‘gall dindi’          | roncho                 |
| ‘platja’              | coyu roro              |
| ‘cotó’                | sono; suno             |
| ‘dimoni’              | ñash                   |
| ‘bon dia’             | amatioo                |
| ‘Com estas?’          | ubruncuma              |
| ‘cara’                | re                     |
| ‘mar’                 | taholma                |
| ‘pot’                 | pillacala              |
| ‘sogre’               | ratichma; rutichma     |
| ‘sogra’               | naminma                |
| ‘on és el teu marit?’ | xamanmi recla          |
| ‘aquí està’           | cha                    |